# Kashtiliash IV
Kashtiliash IV (Kaštiliaš)  was ca. 1243 - 1235 v.Chr. koning van het Kassietenrijk Karduniaš. 
Er is enige twijfel of hij tot de eigenlijke koninklijke familie behoorde of dat hij een usurpator was uit het land van Suḫu aan de Midden-Eufraat. Dit is op basis van een brief gevonden  in Hattusa (KBo 28.1-64). Er is ook een kopie van een brief die een koning van Elam aan de Babylonische adel stuurde (VAT 17020) waarin hij voorgesteld lijkt te worden als iemand die door hen op de troon gezet zou zijn. Maar koningslijst A en een van zijn koninklijke inscripties vermelden dat hij wel degelijk de zoon van zijn voorganger Shagarakti-shuriash was.
Kashtiash kreeg te maken met een reeks invasies. Dit kwam eerst van de kant van Elam, maar daarna hield Tukuti-Ninurta I van Assyrië een reeks veldtochten tegen hem. Hij wist het land te verwoesten en zelfs Babylon in te nemen. Kashtiliash verschanste zich elders, waarschijnlijk in zijn hoofdstad Dur-Kurigalzu. Echter in de volgende aanvalsgolf werd hij gevangengenomen en afgevoerd naar Assur. Tukulti-Ninurta zette en een stroman Enlil-nadi-shumi op de Babylonische troon. Kashtiliash, hoewel vernederd, kreeg toch een ereplaats aan het Assyrische hof. Er werd later zelfs een eponiem jaar naar hem vernoemd.